# Miracolo della neve (Perugino)
Il Miracolo della neve è un dipinto a tempera su tavola (18,7x40 cm) di Pietro Perugino, databile al 1472 circa e conservato a Polesden Lacey, villa presso Great Bookham, villaggio non lontano da Guildford, cittadina del Surrey. Faceva originariamente parte della predella di una perduta pala d'altare dedicata alla Vergine, della quale faceva parte anche la Nascita della Vergine oggi alla Walker Art Gallery di Liverpool.

## Storia
L'opera, per quanto facente parte di un insieme perduto, testimonia la crescente richiesta di commissioni importanti al giovane Perugino, da poco attivo a Firenze. 
Il piccolo pannello si trovava nella cappella Pucci nella basilica della Santissima Annunziata a Firenze, dove venne acquistato, con il suo gemello, da John Campbell, conte di Cawdor nel 1786. Nel 1804 i due pannelli vennero separati per una vendita a Londra e quello della Natività finì, per nove ghinee, nelle collezioni di Roscoe con l'attribuzione a Masaccio, mentre il Miracolo finì nelle collezioni a Polesden Lacey. È stato ipotizzato anche che l'opera facesse parte della predella della pala di San Martino a Strada della bottega del Verrocchio.

## Descrizione e stile
La scena è inquadrata in una cornice ovale in finto-marmo rosso e bianco. In alto, entro un nimbo luminoso, la Vergine Maria apre le braccia per far miracolosamente nevicare in agosto sulla città di Roma, dove i fiocchi di neve disegnano la pianta di una chiesa (Santa Maria Maggiore), che papa Liberio si appresta a fondare con una zappa in mano, circondato da una folla di curiosi. 
L'iconografia del dipinto è tradizionale (si veda ad esempio la Fondazione di Santa Maria Maggiore di Masolino del 1423-1428 circa), ma Perugino, in accordo col clima fiorentino dell'epoca, accentuò gli edifici classici sullo sfondo, ricostruendo un ideale della Roma del IV secolo, dove si vedono templi, portici e una colonna onoraria. 
Rispetto al pannello della Natività, la pittura sembra più convenzionale, con le pieghe dei panneggi più semplici e senza quei ricercati effetti di luce ed ombra che permetteva il soggetto sospeso tra la rappresentazione di un interno e un esterno contemporaneamente. L'intonazione è invece analoga, impostata a un sentimento calmo e silenzioso, con l'elegante processione dei personaggi dai gesti aggraziati.